# 桃蛙源記
《桃蛙源記》，為臺灣製作的3D動畫電影，導演是楊仁賢，於2014年10月3日在臺灣上映。
本片以南投縣埔里鎮特有的黑蒙西氏小雨蛙為主角，描述「小黑蒙」為對抗外來種牛蛙入侵及人類對自然的開發，所展開的一連串冒險故事。
在2012年曾先推出短片《桃蛙源記--首部曲，HEYMON黑蒙》，於國立自然科學博物館等文教機構播放。

## 角色介紹
| 角色名稱 | 生物種類       | 配音員                             |
| -------- | -------------- | ---------------------------------- |
| 小黑蒙   | 黑蒙西氏小雨蛙 | 郭書瑤                             |
| 黑蒙媽媽 | 黑蒙西氏小雨蛙 | 崔幗夫                             |
| 小莉     | 黑蒙西氏小雨蛙 | 蔣篤慧                             |
| 雨怪長老 | 莫氏樹蛙       | 林協忠                             |
| 小莫     | 莫氏樹蛙       | 吳佳樺                             |
| 霹靂巴拉 | 黑眶蟾蜍       | 馬國堯                             |
| 都哈蛙   | 拉都希氏赤蛙   | 魏德翰                             |
| 小希     | 拉都希氏赤蛙   | 潘慕嫻                             |
| 白蘭兄弟 | 布氏樹蛙       | 江志倫（白蘭兄）、傅品晟（白蘭弟） |
| 牛霸     | 美洲牛蛙       | 林協忠                             |
| 傻牛     | 美洲牛蛙       | 白雲 (台灣藝人)                    |
| 賈仙     | 美洲牛蛙       | 蔡阿嘎                             |

### 人物
| 角色名稱 | 配音員 |
| -------- | ------ |
| 阿嬤     | 陳淑芳 |
| 阿兄仔   | 林凱羚 |
| 阿妹仔   | 曾允凡 |

## 劇情介紹
初夏，大草澤添增了許多小生命，其中有一隻小黑蒙蝌蚪(黑蒙媽媽的孩子)，個性活潑富有正義感喜愛冒險，平常喜歡跟著好友小希蝌蚪(拉都西赤蛙的孩子) 一起玩耍。 
傍晚，大草澤旁傳來小孩的嘻笑聲...，一塊餌料掉入池塘裡，貪吃的小希(拉都希氏蛙的蝌蚪) 追隨著牛糞鯽（高體鰟鮍）魚群也跟著爭食，一旁的小黑蒙(黑蒙媽媽的孩子) 喊著小希不要過去，突然間，一個巨大的黑網從上往水裡撲過來，小黑蒙為了救出小希，自己卻身陷網中，岸上的黑蒙媽媽急著往水塘裡跳入，卻無法改變小黑蒙被撈走的命運，只能眼睜睜地看著小黑蒙消失在眼前...。
夜裡，農舍裡頭傳來陣陣的嘻鬧聲，原來小黑蒙被小兄妹抓到房間裡玩耍著，咕嚕咕嚕的嘻鬧聲卻引起阿嬤的探究，阿嬤一看這倆個小孫子正在玩弄著小黑蒙，連忙制止「住手」!，阿嬤細心地開導孫子女要有愛護動物的觀念，這時，窗外傳來微弱的"國國國"的聲音，草葉上黑蒙媽媽左右張望找尋著小黑蒙。翌日，阿嬤帶著小兄妹來到草澤，草澤荷葉上，傷心不已的黑蒙媽媽看到昨日抓走小黑蒙的小兄妹，急著要衝過去救小黑蒙，但是被一旁的莫氏長老等蛙制止。就在拉扯中，遠方的小兄妹卻在小黑蒙放入水塘中，撲通一聲後，看見小黑蒙從遠方水面游了過來，隨即性黑蒙媽媽相擁而泣，這是黑蒙媽媽與阿嬤及小兄妹的第一次接觸。 
重回大草澤裡的小黑蒙，依然每天快樂的嬉戲、玩樂；但這一切，卻在牛蛙大舉入侵後全變了調…。養殖場中的牛蛙，隨著養殖場主人的棄養而漸荒廢，饑餓難耐的牛蛙們，在一個風雨交加的夜晚，以牛霸為首的牛蛙群們傾巢而出，霸佔了大草澤，橫行霸道、佔地為王、弱肉強食，許多原生蛙類與蝌蚪們都成了祭祀牠們五臟廟的貢品。黑蒙媽媽為了保護剛長成青蛙的小黑蒙，卻不幸失蹤了，是生？是死？小黑蒙一夕之間又再度失去了母親，傷心不已…。 
仲夏夜的農舍院子裡，突然闖進一群不速之客- 牛霸牛蛙群，正在慶祝佔領大草澤而高興地跳著牛蛙趴，如牛叫般不停的吼叫著，這個聲音讓在窗台惦記著小黑蒙的小妹妹覺得詭譎，尋著不同以往的聲音來到院子前，突然，看到一隻牛蛙嘴裡正叼著一隻小青蛙…。 
牛霸與大目、傻牛宛如渡假般在大草澤愉悅的享受著，可惜好景不常，突然間一個巨大的機具推了過來，鏟平了大草澤的一切，迫使牛霸們也成了受災戶。在土地開發和工廠大興土木下，原本純樸的農村漸漸變得烏煙瘴氣，阿嬤感慨家園環境已不若以往純樸乾淨，不得已帶著小兄妹搬離家園。另一方面，僅存的小青蛙們不但受到牛蛙的生存威脅，再加上人類不斷的開發汙染土地，最後也只好另尋它地，去尋找莫氏長老口中的青蛙仙境─桃蛙源。 
小黑蒙強忍著失去媽媽的痛苦，決心振作起來，在莫氏長老的幫忙之下，他利用身體的特徵及機靈的個性，成了青蛙夥伴們的偵察兵，帶領大家朝著尋找莫氏長老口中的桃蛙源前進。 
然而，這個「桃蛙源」秘密，卻無意間被牛蛙們偷聽到了...。

## 外部連結
- 桃蛙源記的Facebook專頁官方